# Beykoz SK 1908
Il Beykoz SK 1908 è una società calcistica di Beykoz che nel 2024-2025 milita in TFF 2. Lig la terza lega calcistica turca.
I colori sociali del club sono il giallo-nero.

## Stadio
Il club gioca le gare casalinghe al Beykoz Stadı che ha una capacità di 3500 posti a sedere.

## Statistiche
- Süper Lig: 1958-1966
- TFF 1. Lig: 1966-1971, 1972-1979, 1980-1984, 1986-1991
- TFF 2. Lig: 1971-1972, 1979-1980, 1984-1986, 1989-1990, 2007-2008, 2008-2009
- TFF 3. Lig: 2001-2007, 2009-2011
- Bölgesel Amatör Lig: 2011-2013
- Amatör Futbol Ligleri: 2013-2014

## Palmarès
- TFF 3. Lig: 3

1971-1972, 1985-1986, 2007-2008